# 데이먼 웨이언스 주니어
데이먼 웨이언스 주니어(Damon Wayans, Jr., 1982년 11월 18일 ~ )는 미국의 배우, 희극인이다.

## 출연 작품

### 영화
- 더 하더 데이 폴 (2021)
- 체리 (2021)